# Risplith
Risplith – wieś w Anglii, w hrabstwie North Yorkshire, w dystrykcie (unitary authority) North Yorkshire. Leży 40 km na północny zachód od miasta York i 307 km na północ od Londynu.